# 6. периода хемијских елемената
Шеста периода хемијских елемената у себи садржи један алкални метал, један земљани алкални метал, девет прелазних метала, дванаест лантаноида, три слаба метала, један металоид, један халогени елемент и један племенити гас. Шестој периоди припадају елементи: цезијум, баријум, лантан, церијум, празеодијум, неодијум, прометијум, самаријум, еуропијум, гадолинијум, тербијум, диспрозијум, холмијум, ербијум, тулијум, итербијум, лутецијум, хафнијум, танталијум, волфрам, ренијум, осмијум, иридијум, платина, злато, жива, талијум, олово, бизмут, полонијум, астат и радон. Ови елементи имају атомске бројеве између 55 и 86. У овој периоди укупно се налази 32 хемијска елемента.
хемијски елементи шесте периоде
| Групе | 1     | 2     | 3 | 4     | 5     | 6     | 7     | 8     | 9     | 10    | 11    | 12    | 13    | 14    | 15    | 16    | 17    | 18    |
| # Име | 55 Cs | 56 Ba | \| 57 La \| 58 Ce \| 59 Pr \| 60 Nd \| 61 Pm \| 62 Sm \| 63 Eu \| 64 Gd \| 65 Tb \| 66 Dy \| 67 Ho \| 68 Er \| 69 Tm \| 70 Yb \| 71 Lu \| | 72 Hf | 73 Ta | 74 W  | 75 Re | 76 Os | 77 Ir | 78 Pt | 79 Au | 80 Hg | 81 Tl | 82 Pb | 83 Bi | 84 Po | 85 At | 86 Rn |
| 57 La | 58 Ce | 59 Pr | 60 Nd | 61 Pm | 62 Sm | 63 Eu | 64 Gd | 65 Tb | 66 Dy | 67 Ho | 68 Er | 69 Tm | 70 Yb | 71 Lu |       |       |       |       |